# Румен Апостолов
Румен Апостолов (24 август 1963 г. – 11 август 2002 г.) е български футболист, вратар. Състезателната му кариера се развива през 80-те и 90-те години на ХХ век. Играл е за Бдин (Видин), Спартак (Варна), ЦСКА (София), Ботев (Враца), Шумен и Локомотив (София).

## Биография
Апостолов е юноша на ЦСКА (София), но дебютира в мъжкия футбол с екипа на Бдин (Видин). През сезон 1983/84 изиграва 9 мача в Северната Б група.
През 1984 г. преминава в Спартак (Варна), където прекарва общо 3 години. През първите два сезона е резерва съответно на Константин Костадинов и Красимир Зафиров, но през 1986/87 си извоюва титулярното място и записва 21 мача в А група.
Забелязан е от родния си клуб ЦСКА и е привлечен на „Армията“. По онова време начело на червените е Димитър Пенев, а Апостолов играе четири сезона редом до Христо Стоичков, Любослав Пенев, Емил Костадинов, Трифон Иванов. По този начин вратарят влиза в сърцата на червената агитка като част от великия отбор на ЦСКА в края на 80-те години. С червените Румен Апостолов има две спечелени шампионски титли (през 1989 г. и 1990 г.) и два пъти е носител на Купата на България (през 1988 г. и 1989 г.). След престоя си в ЦСКА, Апостолов поема в посока „Ботев“ Враца, след което играе в „Шумен“ и „Локомотив“ София. Със софийските железничари вратарят печели третата си Купа на България през 1995 г.
След като прекратява активна футболна кариера Апостолов се завръща в ЦСКА през 1999 г., но този път като треньор на вратарите, а на този пост е известно време и в „Литекс“ Ловеч. За последно тренира вратарите в детско-юношеската школа на „Славия“.
Румен Апостолов умира на 11 август 2002 г. в София.